# Ахметханов, Радик
Радик Ахметханов (20 июля 1986, Сургут, СССР) — российский футболист и игрок в мини-футбол.

## Биография
Родился в Сургуте. С детства занимался дзюдо и рукопашным боем, затем — футболом. С 14 лет — в СДЮСШОР «Нефтяник», тренер Игорь Николаевич Бочков. Участвовал в мини-футбольных турнирах. Играл параллельно за команды СурГУ и СДЮШОР. Был на просмотрах в «Крыльях Советов» Самара, ФК «Тюмень», «Торпедо» Владимир, «Юните» Самара, имел предложения от мини-футбольный клубов «Тюмень» и «Факел».
В 2007—2008 годах играл в команде ЛФЛ «Тобол» Тобольск. В 2009 году по совету бывшего тренера команды Виталия Кретова переехал в Финляндию. Сначала играл в аренде в клубе «Виркия» Лапуа, затем — в команде ЮПА Юливиеска, играющей в третьем по силе дивизионе Какконен. С 2011 года параллельно играет за мини-футбольную команду клуба ЮПА «Сиеви Футзал», с которой в качестве играющего тренера стал чемпионом Финляндии в 2015 и 2016 годах.